# Mavanga
Mavanga è una circoscrizione rurale (rural ward) della Tanzania situata nel distretto di Ludewa, regione di Njombe. Conta una popolazione di 7 651 abitanti (censimento 2012).